# 日本デザイン保護協会
一般社団法人日本デザイン保護協会（にほんデザインほごきょうかい）は、元経済産業省特許庁所管の社団法人。
2022年7月1日に一般財団法人日本特許情報機構と合併した。

## 概要
- 所在：東京都港区虎ノ門1-19-5 虎ノ門1丁目森ビル8階
- 設立：1967年3月15日
- 会長：平成16年6月～平成20年6月18日　森下洋一（パナソニック株式会社相談役）